# Wilson Sporting Goods

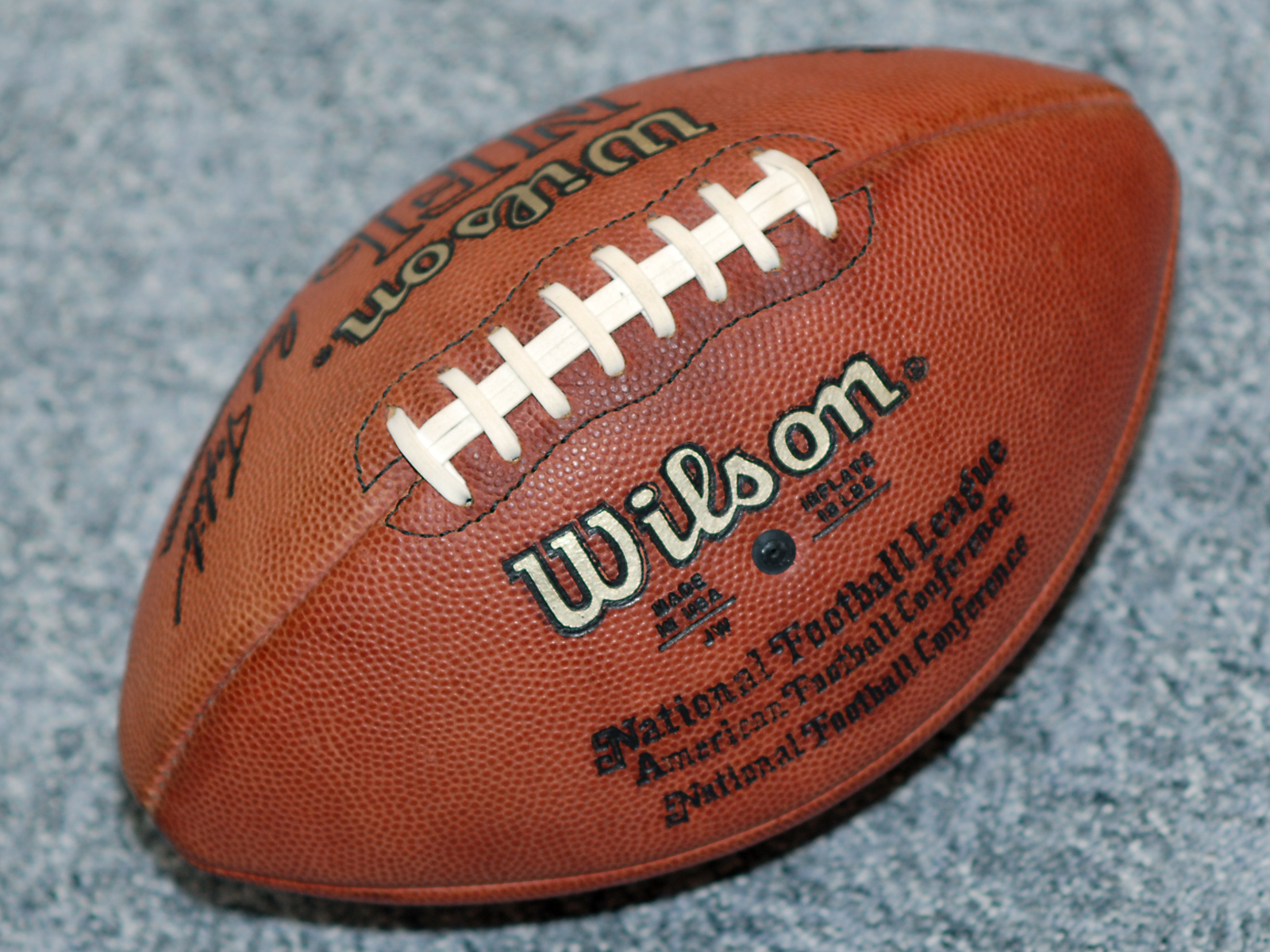

Wilson Sporting Goods, vanligen Wilson, amerikansk sportutrustningstillverkare. Företaget tillverkar bland annat tennisracketar. Wilson ägs av Amer Sports.